# Emmensteg
Der Emmensteg war mit einer Länge von 107 m die längste Holzbrücke über die Emme. Sie verband die Gemeinden Utzenstorf und Bätterkinden, unterhalb der Einmündungen des Urtenenkanals (Westufer) und des Mülibachs (Ostufer). Sie befand sich somit leicht flussabwärts, unterhalb des Schlosses Landshut.

## Geschichte

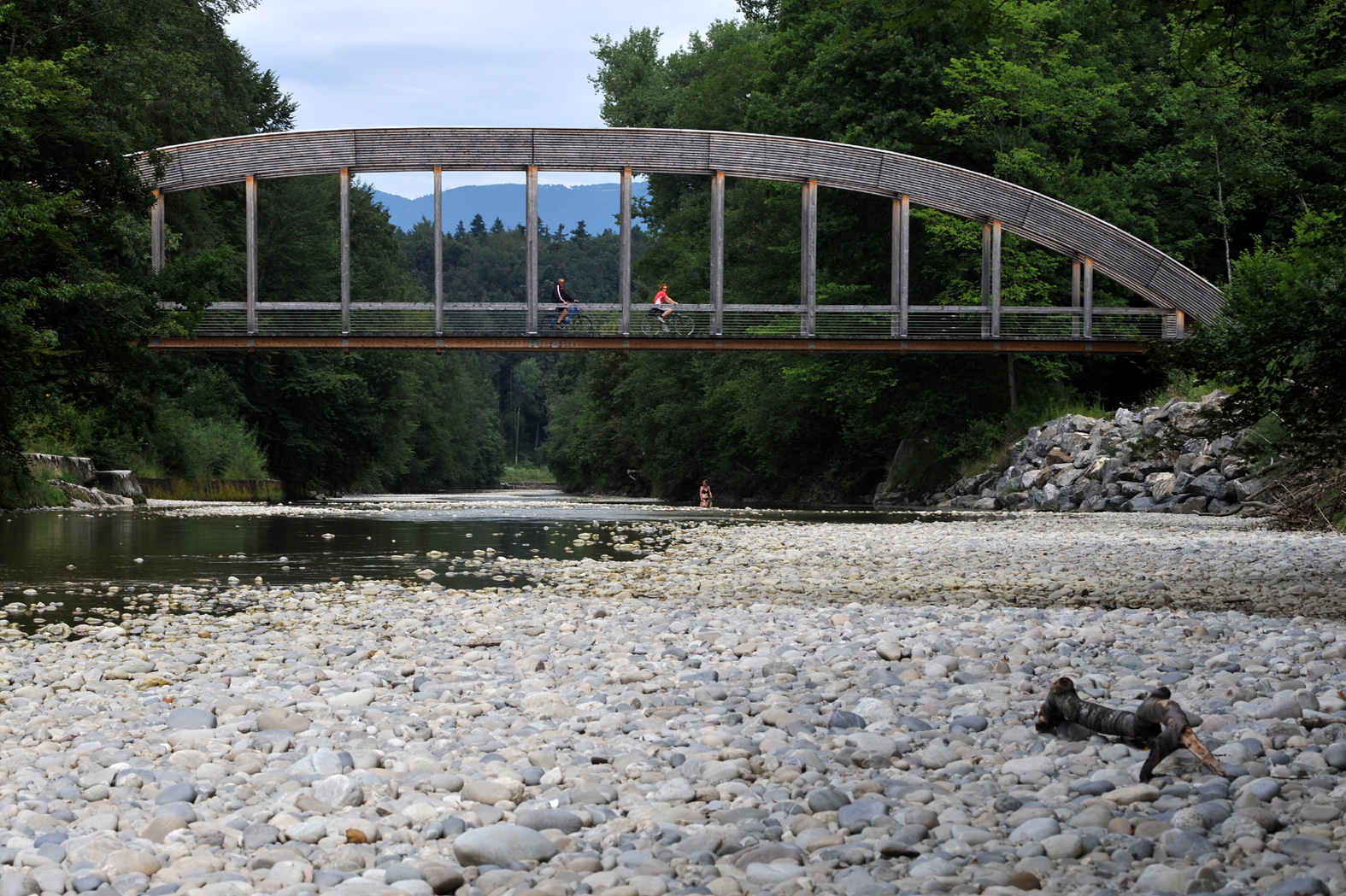
Emmensteg von 2007

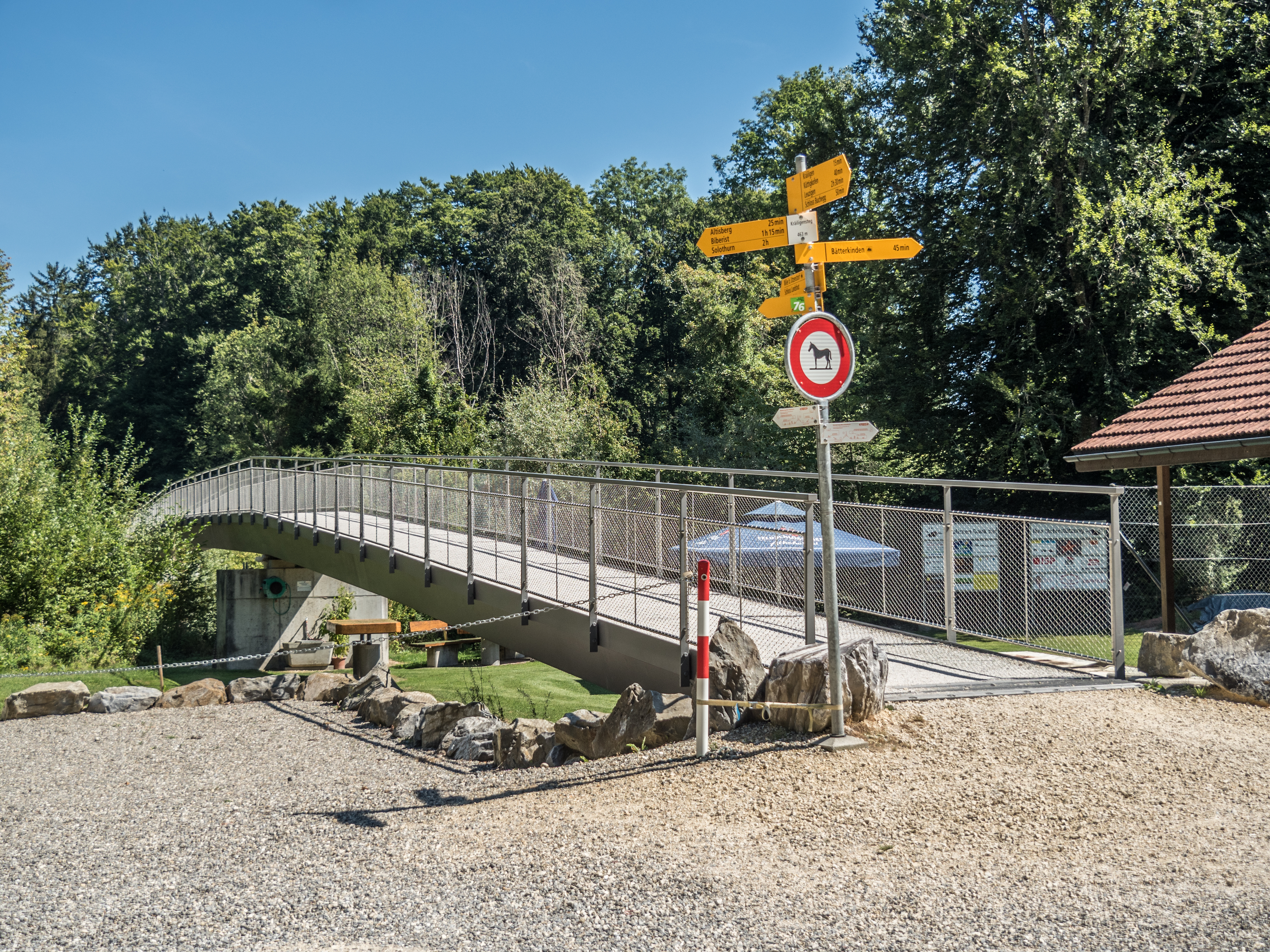
Emmensteg von 2020

Nach dem Emme-Hochwasser im August 2005 bestand keine Hoffnung mehr für den alten, um 1930 erbauten Stahlseilsteg. Die Fundamente waren stark unterspült und Treibholz hatte die Stahlkonstruktion zerstört und unterbrach die Verbindung zwischen Utzenstorf und Bätterkinden.
Der vom Gemeinderat Bätterkinden 2006 durchgeführte Projektwettbewerb beinhaltete eine Fuss- und Radwegbrücke mit einer lichten Breite von 2 m, da diese auch für das Gemeindefahrzeug befahrbar sein musste. Die Form und Abmessung der neuen Holzkonstruktion sollte Rücksicht auf die Forderungen des Heimatschutzes Bern nehmen und das Objekt sanft in die Umgebung des Naturschutzgebietes einbinden.
Das eingereichte Siegerprojekt zeigte eine Lösung mit einer Hauptbrücke von 47 m Spannweite und Vorlandbrücken West und Ost von je 30 m Länge. Die engen Platzverhältnisse, die hohe Tragfähigkeit des Holzes bei geringem Gewicht sowie die gute Vorfertigung waren nur einige Gründe für den Einsatz des Werkstoffes Holz bei dieser Brücke. Nach dem Zusammenbau der einzelnen Elemente im Vorlandbereich wurde im April 2007 die 28 Tonnen schwere Konstruktion mit einem 250-Tonnen-Pneukran angehoben, über den Montageplatz geschwenkt und auf die vorbereiteten Auflager versetzt. Die engen Platzverhältnisse, die Arbeit in luftiger Höhe und der Einsatz eines 250-Tonnen-Pneukrans stellte eine besondere Herausforderung dar.
Nach einigen Jahren war die bestehende Holzbrücke aus verschiedenen Gründen bereits sanierungsanfällig und wurde 2020 durch eine Stahlbalkenbrücke ersetzt.